# Hrabstwo Haskell (Teksas)

Piramida wieku hrabstwa

Hrabstwo Haskell – hrabstwo położone w USA, w stanie Teksas. Utworzone w 1858 r. Według danych z 2023 liczy 5385 mieszkańców (w tym 47,1% to kobiety). Siedzibą hrabstwa jest miasteczko Haskell.
Gospodarka hrabstwa zdominowana jest przez uprawy bawełny (21. miejsce w stanie) i pszenicy, ale także wydobycie ropy naftowej i hodowlę bydła. Mniej niż 1% powierzchni hrabstwa (18km²) zajmują wody, w tym Jezioro Stamford.  

## Sąsiednie hrabstwa
- Hrabstwo Knox (północ)
- Hrabstwo Throckmorton (wschód)
- Hrabstwo Shackelford (południowy wschód)
- Hrabstwo Jones (południe)
- Hrabstwo Stonewall (zachód)
- Hrabstwo Baylor (północny wschód)
- Hrabstwo King (północny zachód)

## Miasta
- Haskell
- O’Brien
- Rochester
- Rule
- Weinert

## Demografia
Mieszkańcy deklarują głównie pochodzenie meksykańskie (22,8%), angielskie (12%), niemieckie (8,1%), mieszane (7,8%), irlandzkie (7,3%), „amerykańskie” (6,2%), afroamerykańskie (6,1%) i szkockie lub szkocko–irlandzkie (5,8%).

## Religia
Zdecydowana większość mieszkańców (80,5%) to ewangelikalni protestanci. 11,5% to katolicy.